# چالید عرب
چالید عرب (انگلیسی: Chalid Arrab؛ زادهٔ ۲۸ مهٔ ۱۹۷۵) ورزشکار هنرهای رزمی ترکیبی و اهالی کسب‌وکار اهل آلمان است.
از باشگاه‌هایی که در آن بازی کرده‌است می‌توان به گلدن گلوری اشاره کرد.